# Como Karim jezik
Como Karim jezik (ISO 639-3: cfg; isto i asom, chomo, kinzimba, kirim, kiyu, nuadhu, shomo karim, shomoh, shomong), nigersko-kongoanski [ncon] jezik kojim govori oko 11 400 ljudi (2000) u nigerijskoj državi Taraba u području lokalnih samouprava Jalingo i Karim Lamido.
Jezik je podklasificiran užoj skupini jukunoid [jukd], a matična mu je podskupina wurbo [wurb] koju čini s jezicima jiru [jrr] i tita [tdq]. Zajedno sa Shoo-Minda-Nye [bcv], Jiru [jrr] i Jessi nazivani su Bakula.

## Vanjske poveznice
- [ Ethnologue (14th)]
- [ Ethnologue (15th)]
- The Como Karim Language